# Liste der Biografien/Nd
Liste der Biografien |
Portal Biografien |
Personensuche
# |
A |
B |
C |
D |
E |
F |
G |
H |
I |
J |
K |
L |
M |
N |
O |
P |
Q |
R |
S |
T |
U |
V |
W |
X |
Y |
Z |
?
 
Na |
Nb |
Nc |
Nd |
Ne |
Nf |
Ng |
Nh |
Ni |
Nj |
Nk |
Nl |
Nm |
Nn |
No |
Nr |
Ns |
Nt |
Nu |
Nv |
Nw |
Nx |
Ny |
Nz
Die Liste der Biografien führt alle Personen auf, die in der deutschsprachigen Wikipedia einen Artikel haben. Dieses ist eine Teilliste mit 275 Einträgen von Personen, deren Namen mit den Buchstaben „Nd“ beginnt.

## Nd

### Nda
- Ndaba, Jama ka († 1781), Herrscher der Zulu in Südafrika
- Ndabananiye, Christophe (* 1977), ruandisch-deutscher Bildender Künstler
- Ndabihawenimana, Pacifique (* 1985), burundischer Fußballschiedsrichter
- Ndabnyemb, Marcellin-Marie (* 1965), kamerunischer Geistlicher, römisch-katholischer Bischof von Batouri
- Ndadaye, Melchior (1953–1993), burundischer PolitikerMelchior Ndadaye (1953–1993)

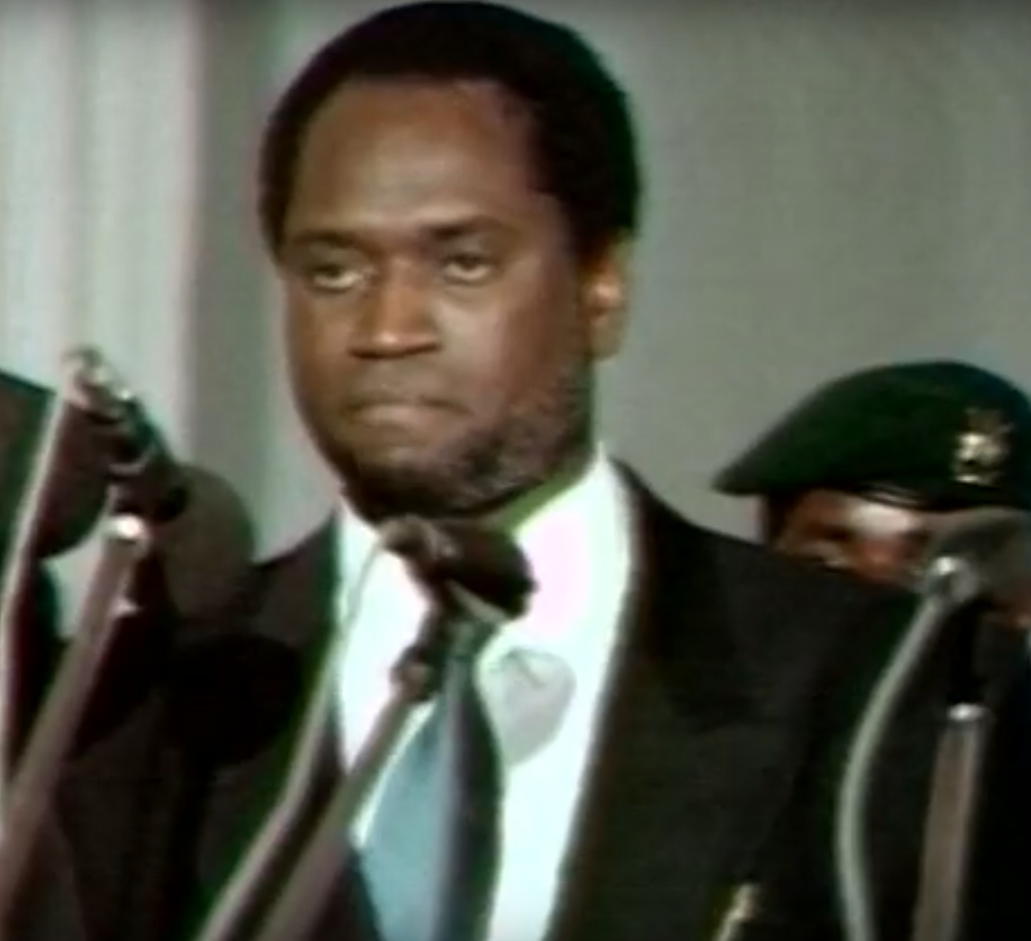
Melchior Ndadaye (1953–1993)

- Ndadi, Jason Hamutenya (1926–1977), namibischer Befreiungskämpfer
- Ndagoso, Matthew Man-Oso (* 1960), nigerianischer Geistlicher, Erzbischof von Kaduna
- Ndah, Tempa (* 1973), beninische Fußballschiedsrichterassistentin
- Ndaitwah, Epaphras (* 1952), namibischer Militär und First Gentleman
- Ndaka Salabisala, Charles (* 1973), kongolesischer römisch-katholischer Geistlicher und Weihbischof in Kinshasa
- Ndakalako, Leopoldo (* 1968), angolanischer Geistlicher und römisch-katholischer Bischof von Menongue
- Ndala, Jean-Jacques (* 1987), kongolesischer Fußballschiedsrichter
- Ndalichako, Joyce (* 1964), tansanische Politikerin und Ministerin
- N’Dam N’Jikam, Hassan (* 1984), französischer Boxer
- Ndama, Solène (* 1998), französische Hürdenläuferin und Siebenkämpferin
- N’Dambi (* 1969), US-amerikanische Neo-Soul- und Contemporary-R&B-Sängerin
- Ndambiri, Josphat Muchiri (* 1985), kenianischer Langstreckenläufer
- Ndao, Abdoul Aziz (1922–2011), senegalesischer Politiker
- Ndao, Alassane (* 1996), senegalesischer Fußballspieler
- Ndao, Talla (* 1999), japanischer Fußballspieler
- Ndau, Kastrijot (* 1999), schweizerisch-albanischer Fussballspieler
- N’Daw, Bah (* 1950), malischer Militär und Politiker
- N’Daw, Guirane (* 1984), senegalesischer Fußballspieler
- Ndaw, Mustapha (* 1981), gambischer Fußballspieler
- Nday Kanyangu Lukundwe, Jérôme (1929–2011), römisch-katholischer Bischof
- N’Dayen, Joachim (1934–2023), zentralafrikanischer Geistlicher und römisch-katholischer Erzbischof von Bangui
- Ndayisenga, Patrick (* 1971), burundischer Marathonläufer
- Ndayisenga, Valens (* 1994), ruandischer Radrennfahrer
- Ndayishimiye, Évariste (* 1968), burundischer Politiker und MilitärÉvariste Ndayishimiye (* 1968)

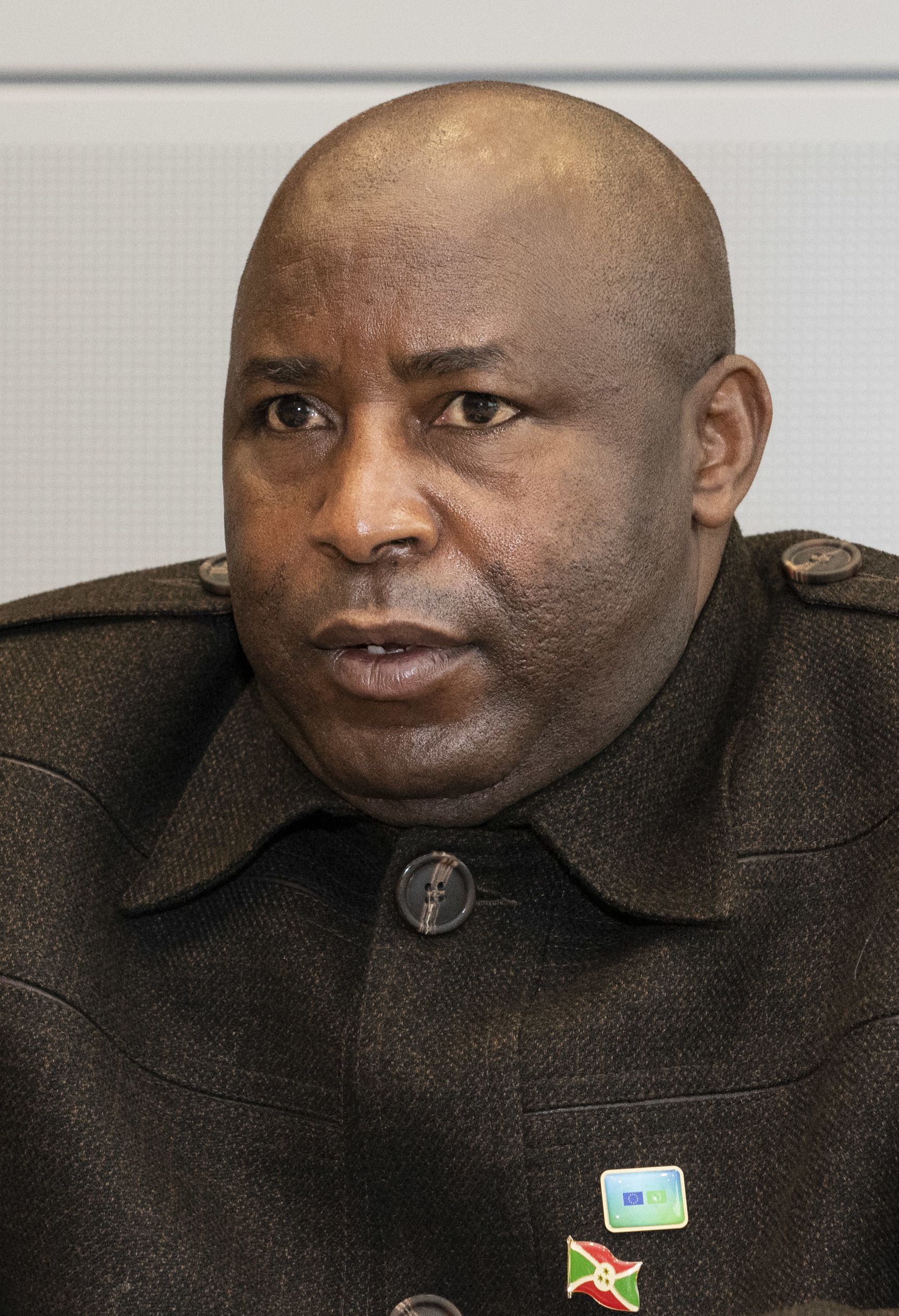
Évariste Ndayishimiye (* 1968)

- Ndayishimiye, Mike Trésor (* 1999), belgischer Fußballspieler
- Ndayishimiye, Youssouf (* 1998), burundischer Fußballspieler
- Ndayizeye, Domitien (* 1953), burundischer Politiker, Staatspräsident von Burundi (2003–2005)

### Nde
- Ndebe-Nlome, Berlin (* 1987), belgisch-kamerunischer Fußballspieler
- Ndebele, Bertha, malawische Politikerin
- Ndebele, Makhaola (* 1971), südafrikanischer Schauspieler
- Ndebele, Njabulo (* 1948), südafrikanischer Akademiker, Literaturwissenschaftler und Schriftsteller
- Ndebele, Samukeliso (* 2004), simbabwischer Leichtathlet
- Ndegeocello, Meshell (* 1968), US-amerikanische Funk- und Jazz-MusikerinMeshell Ndegeocello (* 1968)

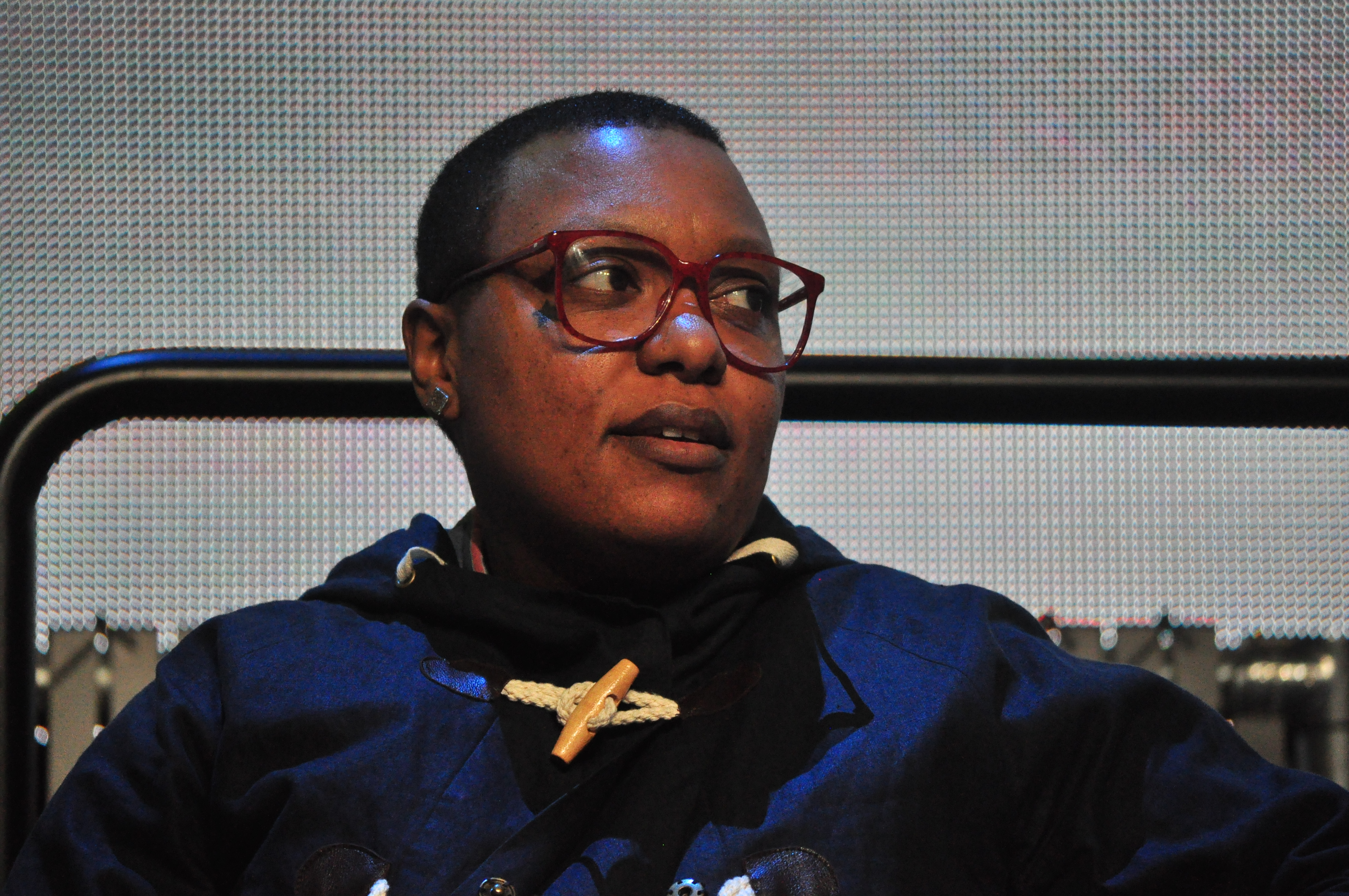
Meshell Ndegeocello (* 1968)

- Ndeidoum, Ndakom Valerie (* 1981), tschadischer Fußballspieler
- Ndeitunga, Sebastian (* 1962), namibischer Polizeikommandeur
- Ndele, Albert (1930–2023), kongolesischer Politiker und Gouverneur der Zentralbank
- Ndembu Mbatia, Joseph (* 1961), katholischer Bischof
- Ndenge, Tsiy William (* 1997), deutscher Fußballspieler
- Ndengue, Perial (* 1987), kamerunische Fußballspielerin
- Ndereba, Anastasia (* 1974), kenianische Marathonläuferin
- Ndereba, Catherine (* 1972), kenianische LangstreckenläuferinCatherine Ndereba (* 1972)

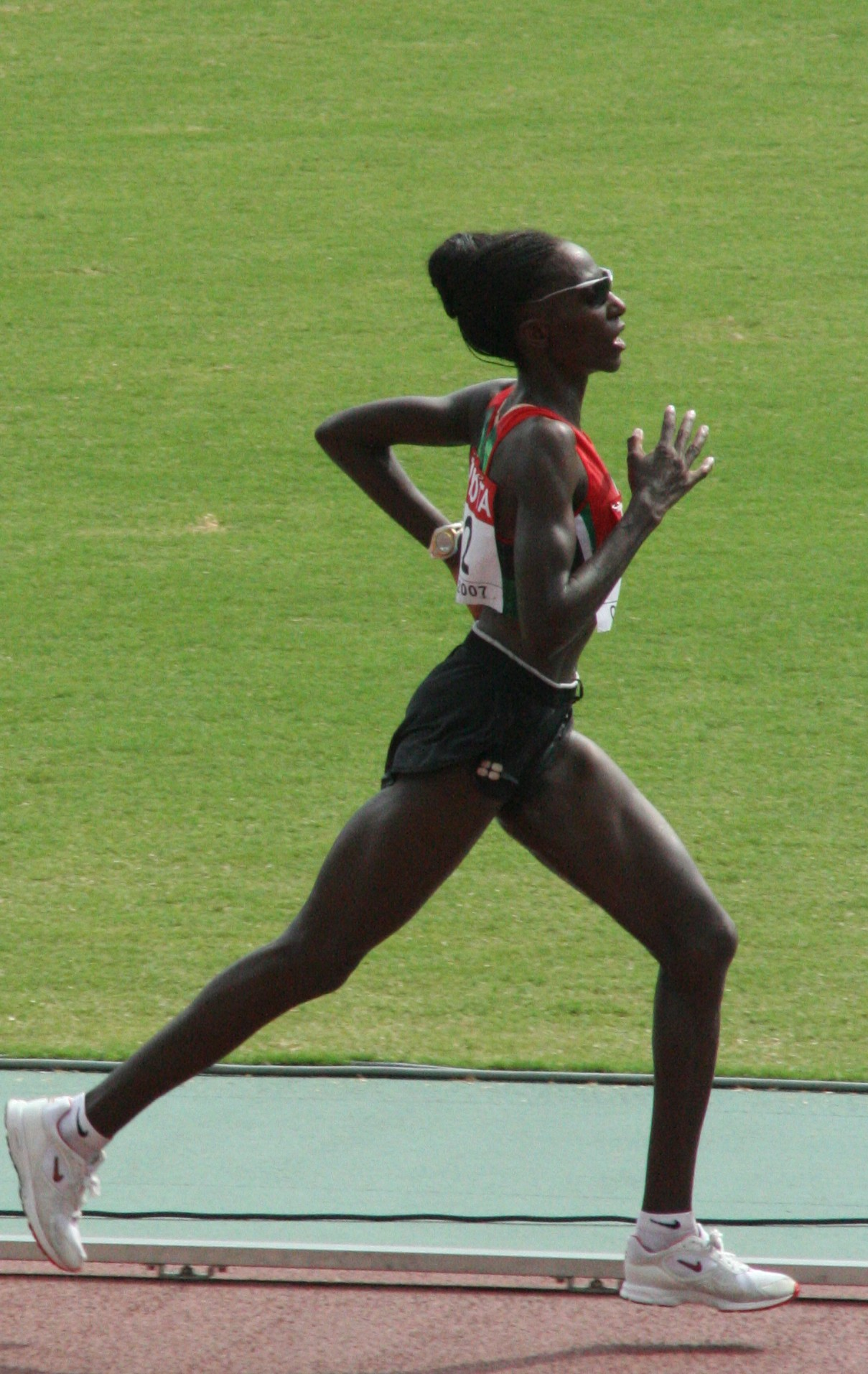
Catherine Ndereba (* 1972)

- Nderitu, Alice Wairimu, kenianische Friedens- und Konfliktforscherin und UN-Sonderberaterin
- Nderitu, Joseph (* 1970), kenianischer Marathonläufer
- Ndeti, Cosmas (* 1971), kenianischer Marathonläufer
- Ndevelo, Tryagain (* 1999), namibischer Boxer

### Ndh
- Ndhine, Jerry (* 2002), deutscher Basketballspieler

### Ndi
- Ndi, Chanel (* 2006), deutsche Basketballspielerin
- Ndi, Elijah (* 2004), deutscher Basketballspieler
- Ndi, Jacob (* 1982), deutscher Basketballspieler
- Ndi-Okalla, Joseph Marie (* 1957), kamerunischer Geistlicher, römisch-katholischer Bischof von Mbalmayo
- N’Diaye Rose, Doudou (1930–2015), senegalesischer Meistertrommler
- Ndiaye, Abdoulaye (* 2002), senegalesischer Fußballspieler
- Ndiaye, Adja Arrete (* 1984), senegalesische Sprinterin und Hürdenläuferin
- Ndiaye, Adramé (1958–2020), senegalesischer Basketballspieler
- N’Diaye, Alassane (* 1990), französischer Fußballspieler
- N’Diaye, Alassane (* 1991), französisch-senegalesischer Fußballspieler
- N’Diaye, Alfred (* 1990), senegalesischer Fußballspieler
- Ndiaye, Amadou (* 1992), senegalesischer Hürdenläufer
- Ndiaye, Amath (* 1996), senegalesischer Fußballspieler
- Ndiaye, Amy Black (* 1989), norwegische Schauspielerin und Drehbuchautorin
- Ndiaye, Augustin Simmel (* 1959), senegalesischer römisch-katholischer Geistlicher, Bischof von Saint-Louis du Sénégal
- Ndiaye, Babacar (1936–2017), senegalesischer Wirtschaftswissenschaftler
- N’Diaye, Babacar (* 1973), senegalesischer Fußballspieler, -trainer und Teammanager
- Ndiaye, Bara Mamadou (* 1991), senegalesischer Fußballspieler
- N’Diaye, Bassirou (* 2002), senegalesischer Fußballspieler
- Ndiaye, Benjamin (* 1948), senegalesischer Geistlicher, emeritierter römisch-katholischer Erzbischof von Dakar
- N'Diaye, Bintou (* 1975), senegalesische Sprinterin
- Ndiaye, Boubacar Joseph (1922–2009), senegalesischer Autor und Kurator des Maison des Esclaves
- Ndiaye, Calix (* 1981), norwegischer Basketballspieler
- Ndiaye, Cheikh (* 1962), senegalesischer Regisseur und Filmschauspieler
- N’Diaye, Deme (* 1985), senegalesischer Fußballspieler
- Ndiaye, Eli John (* 2004), spanisch-senegalesischer BasketballspielerEli John Ndiaye (* 2004)

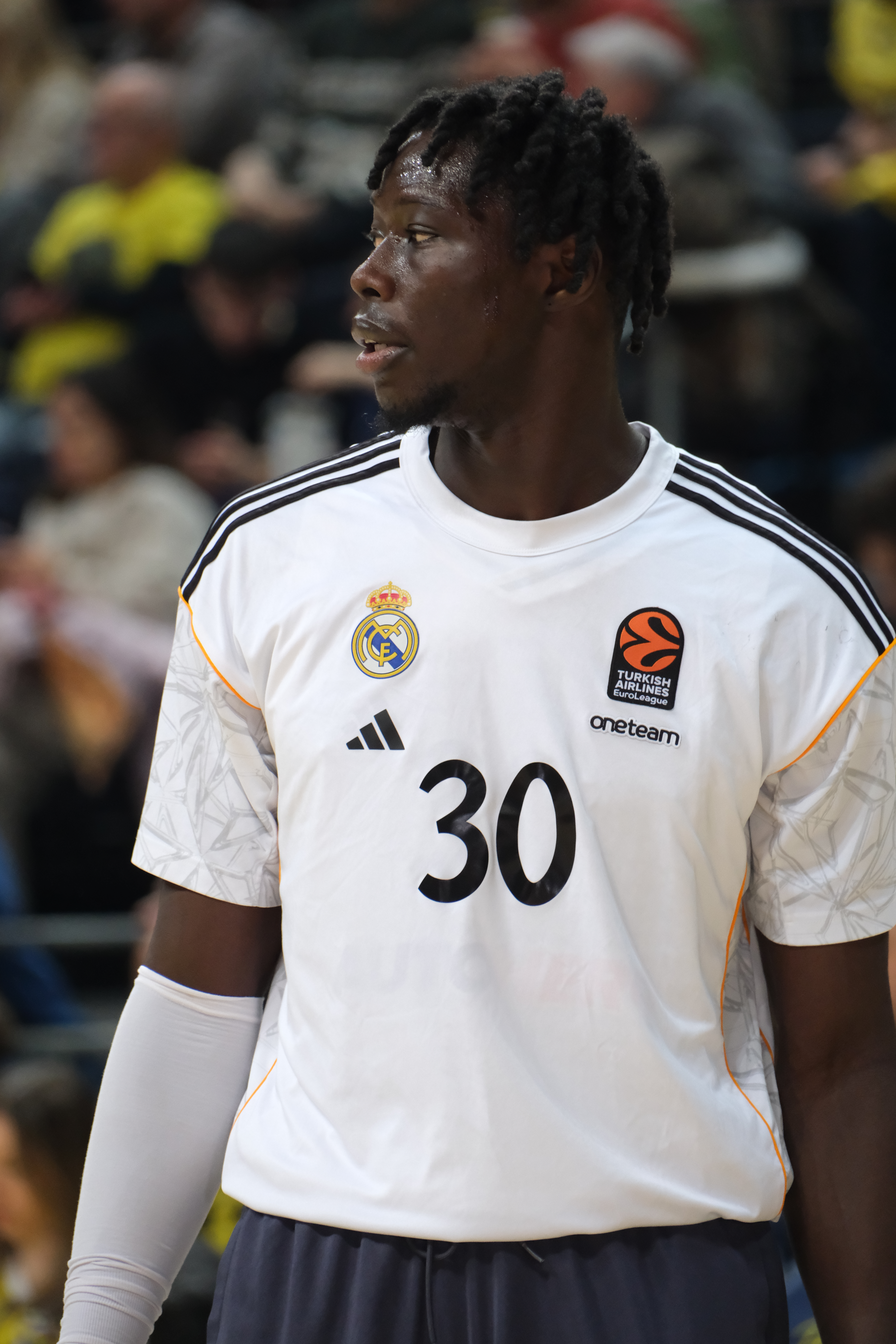
Eli John Ndiaye (* 2004)

- N’Diaye, Fatou (* 1980), senegalesische Filmschauspielerin
- Ndiaye, Hachim (* 1963), senegalesischer Leichtathlet und Olympiavierter
- N’Diaye, Ibrahima (1948–2025), malischer Politiker
- Ndiaye, Ibrahima (* 1998), senegalesischer Fußballspieler
- Ndiaye, Iliman (* 2000), senegalesischer Fußballspieler
- N’Diaye, Issa (1948–2024), malischer Philosoph und Politiker
- Ndiaye, Junior (* 2005), Fußballspieler aus den Vereinigten Arabischen Emiraten und Frankreich
- N’Diaye, Keïta Rokiatou (* 1938), malische Politikerin
- N’Diaye, Khadim (* 1985), senegalesischer Fußballspieler
- N’Diaye, Lassana (* 2000), malischer Fußballspieler
- N’Diaye, Maguette (* 1986), senegalesischer Fußballschiedsrichter
- N’Diaye, Malick (1912–1968), nigrischer Politiker
- Ndiaye, Mamadou Diagna (* 1949), senegalesischer Manager und Sportfunktionär
- N’Diaye, Mame (* 1986), senegalesischer Fußballspieler
- Ndiaye, Mamy (* 1986), senegalesische Fußballspielerin
- NDiaye, Marie (* 1967), französische SchriftstellerinMarie NDiaye (* 1967)

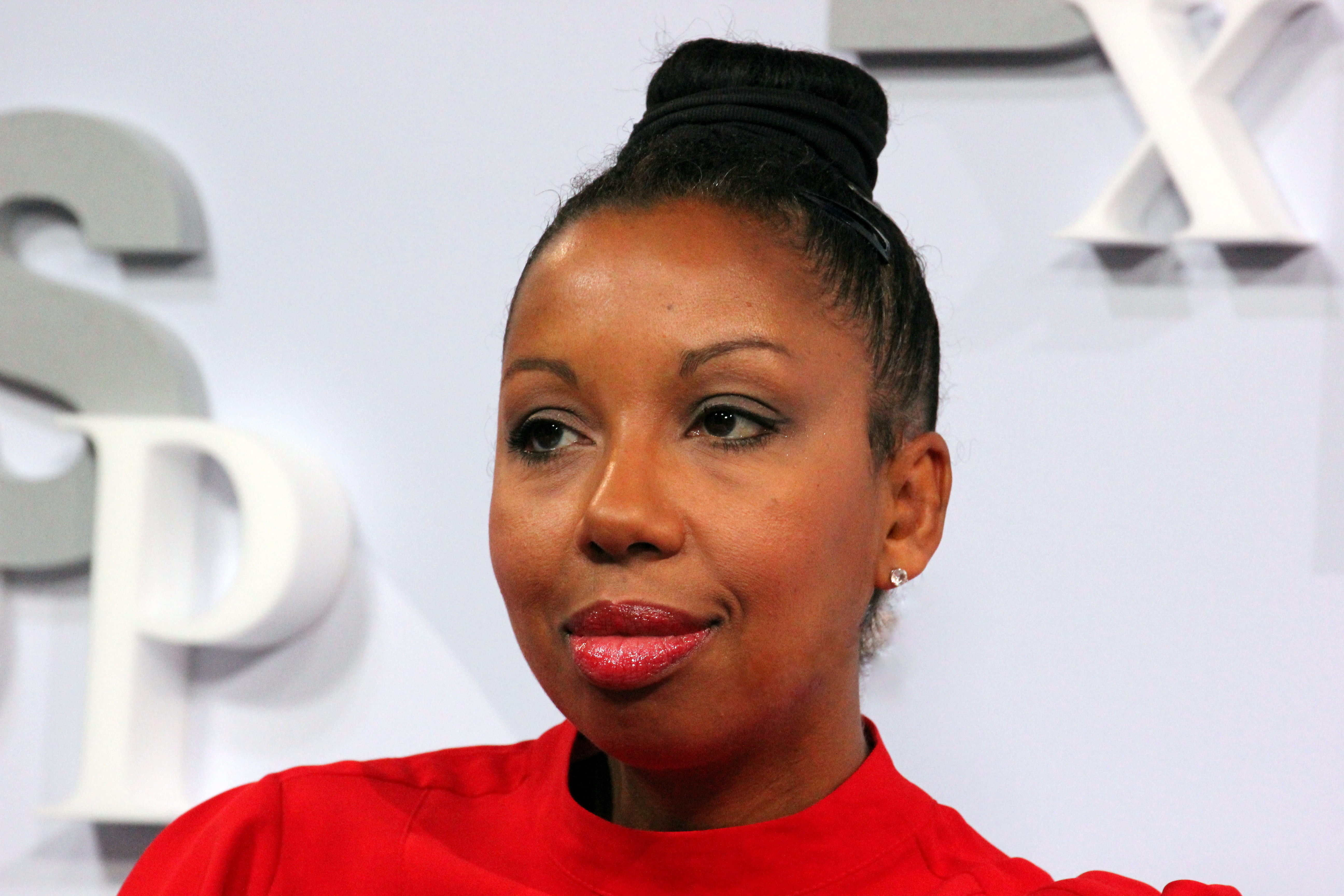
Marie NDiaye (* 1967)

- Ndiaye, Massamba (* 2001), senegalesischer Fußballtorwart
- Ndiaye, Mbaye (* 1999), senegalesischer Basketballspieler
- Ndiaye, Mireille (1939–2015), senegalesische Verwaltungsjuristin
- N’Diaye, Momar (* 1987), senegalesischer Fußballspieler
- N’Diaye, Moussa (* 2002), senegalesischer Fußballspieler
- N’Diaye, Oumar (* 1985), mauretanischer Fußballspieler
- N’Diaye, Oumar (* 1988), mauretanischer Fußballspieler
- N’Diaye, Ousmane (* 1991), französisch-senegalesischer Fußballspieler
- Ndiaye, Pap (* 1965), französischer Historiker und Politiker
- Ndiaye, Papa Alioune (* 1990), senegalesischer Fußballspieler
- N’Diaye, Papa Waigo (* 1984), senegalesischer Fußballspieler
- Ndiaye, Pape-Alioune (* 1998), französischer Fußballspieler
- Ndiaye, Rassoul (* 2001), senegalesisch-französischer Fußballspieler
- N’Diaye, Sabrina, deutsche Journalistin und Fernsehmoderatorin
- Ndiaye, Saliou, senegalesischer Diplomat
- N'Diaye, Seydine (* 1998), französisch-nigrischer Fußballspieler
- Ndiaye, Sibeth (* 1979), französische Politikerin und Staatssekretärin
- N’Diaye, Sidi (* 1987), senegalesischer Fußballspieler
- Ndiaye, Souleymane Ndéné (* 1958), senegalesischer Politiker und Ministerpräsident des Senegal
- Ndiaye, Tafsir Malick (1953–2024), senegalesischer Jurist, Richter am Internationalen Seegerichtshofs
- N’Diaye, Tenema (* 1981), malischer Fußballspieler
- N’Diaye, Tidiane (* 1950), französisch-senegalesischer Anthropologe, Wirtschaftswissenschaftler und Schriftsteller
- Ndiaye, Youssoupha (1938–2021), senegalesischer Jurist, Sportfunktionär, Fußballspieler und Politiker
- Ndichu, Peter (* 1990), kenianischer Sprinter
- N’Dicka, Evan (* 1999), ivorisch-französischer Fußballspieler
- Ndidi, Wilfred (* 1996), nigerianischer FußballspielerWilfred Ndidi (* 1996)

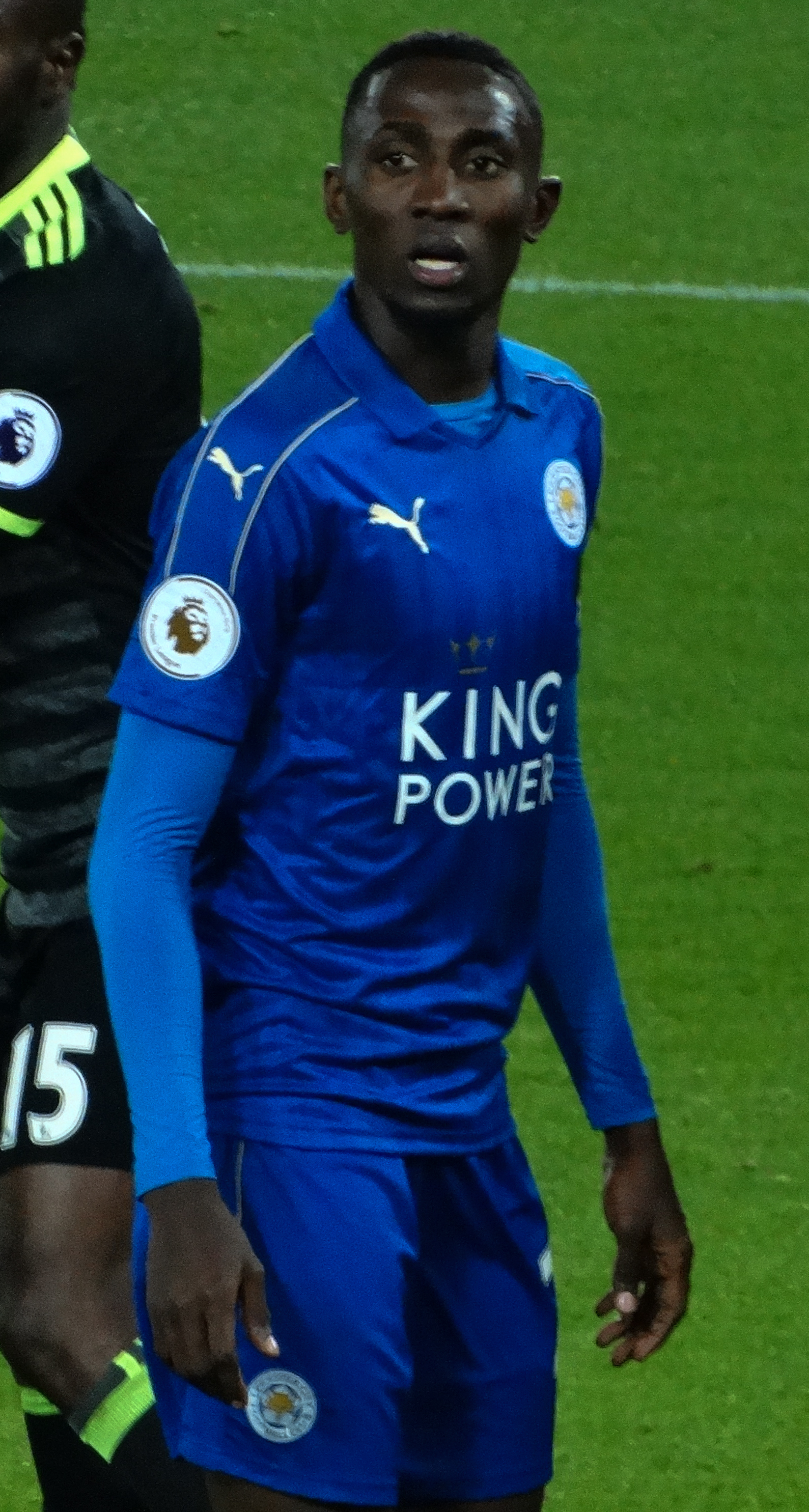
Wilfred Ndidi (* 1996)

- N’Diefi, Pius (* 1975), kamerunischer Fußballspieler
- Ndiema, Eric (* 1992), kenianischer Langstreckenläufer
- Ndikert, Hinikissia Albertine (* 1992), tschadische Leichtathletin
- Ndiku, Caleb (* 1992), kenianischer Leichtathlet
- Ndiku, Jonathan Muia (* 1991), kenianischer Hindernisläufer
- Ndikumana, Célestin (* 2002), burundischer Leichtathlet
- Ndikumana, Hamad (1978–2017), ruandischer Fußballspieler
- Ndikumana, Janvier (* 1982), burundischer Fußballtorhüter
- Ndikumwenayo, Thierry (* 1997), burundischer Leichtathlet
- Ndikung, Bonaventure Soh Bejeng (* 1977), deutsch-kamerunischer KuratorBonaventure Soh Bejeng Ndikung (* 1977)

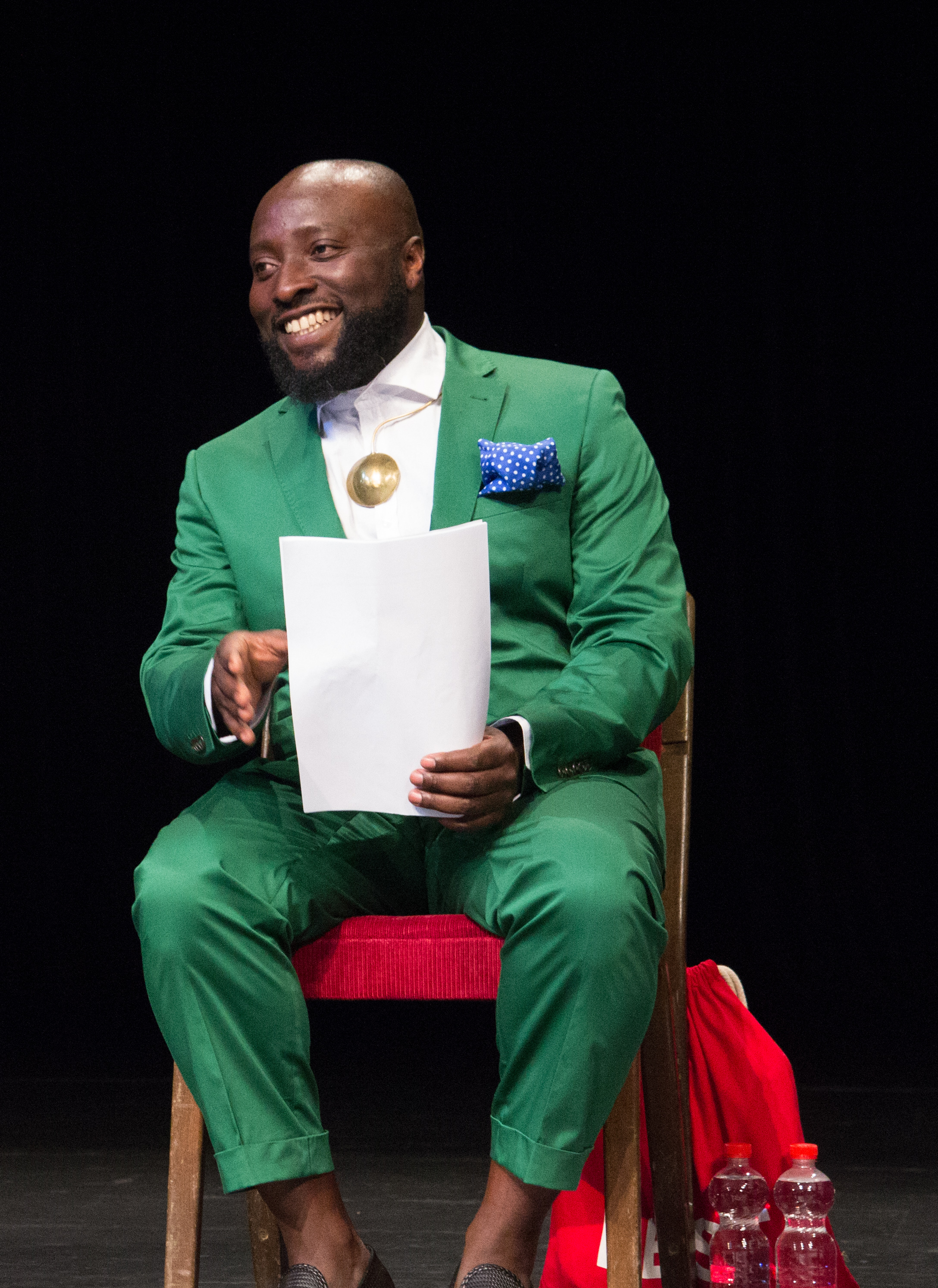
Bonaventure Soh Bejeng Ndikung (* 1977)

- Ndilu, Bridge (* 2000), französischer Fußballspieler
- Ndimbo, John Chrisostom (* 1960), tansanischer Geistlicher, römisch-katholischer Bischof von Mbinga
- Ndimira, Pascal-Firmin (* 1956), burundischer Politiker und Präsident
- Ndindiliyimana, Augustin (* 1943), ruandischer General und verurteilter Kriegsverbrecher
- N’Dinga, Delvin (* 1988), kongolesischer Fußballspieler
- Ndinge, Didjob Divungi Di (* 1946), gabunischer Politiker
- Ndingi Mwana a'Nzeki, Raphael S. (1931–2020), kenianischer Geistlicher, römisch-katholischer Erzbischof von Nairobi
- Ndione, Abasse (1946–2024), senegalesischer Schriftsteller
- Ndione, Victor (* 1973), senegalesischer römisch-katholischer Geistlicher, Bischof von Nouakchott
- Ndip Tambe, Robert (* 1994), kamerunischer Fußballspieler
- Ndirakobuca, Gervais (* 1970), burundischer Rebellenkommandeur und Polizeikommissar
- Ndiso, Dennis Musembi (* 1983), kenianischer Langstreckenläufer
- Ndiwa, Elphas Toroitich (* 2003), ugandischer Hindernisläufer
- Ndiwa, Kangana (* 1984), kongolesischer Fußballspieler
- Ndiwa, Mang'ata Kimai (* 1987), kenianischer Langstreckenläufer
- Ndiwa, Stacey Chepkemboi (* 1992), kenianische Langstreckenläuferin
- Ndiweni, Mimi (* 1991), britische Schauspielerin
- Ndizeye, Aimé (* 2002), burundischer Fußballtorwart
- Ndizeye, Ntare V. (1947–1972), letzter König von Burundi

### Ndj
- Ndjate, Lénard Ndjadi (* 1976), kongolesischer römisch-katholischer Ordensgeistlicher, Weihbischof in Kisangani
- Ndjebet, Cécile, kamerunische Umweltschützerin
- Ndjeng, Dominique (* 1980), deutsch-kamerunischer Fußballspieler
- Ndjeng, Marcel (* 1982), deutsch-kamerunischer Fußballspieler und -trainerMarcel Ndjeng (* 1982)

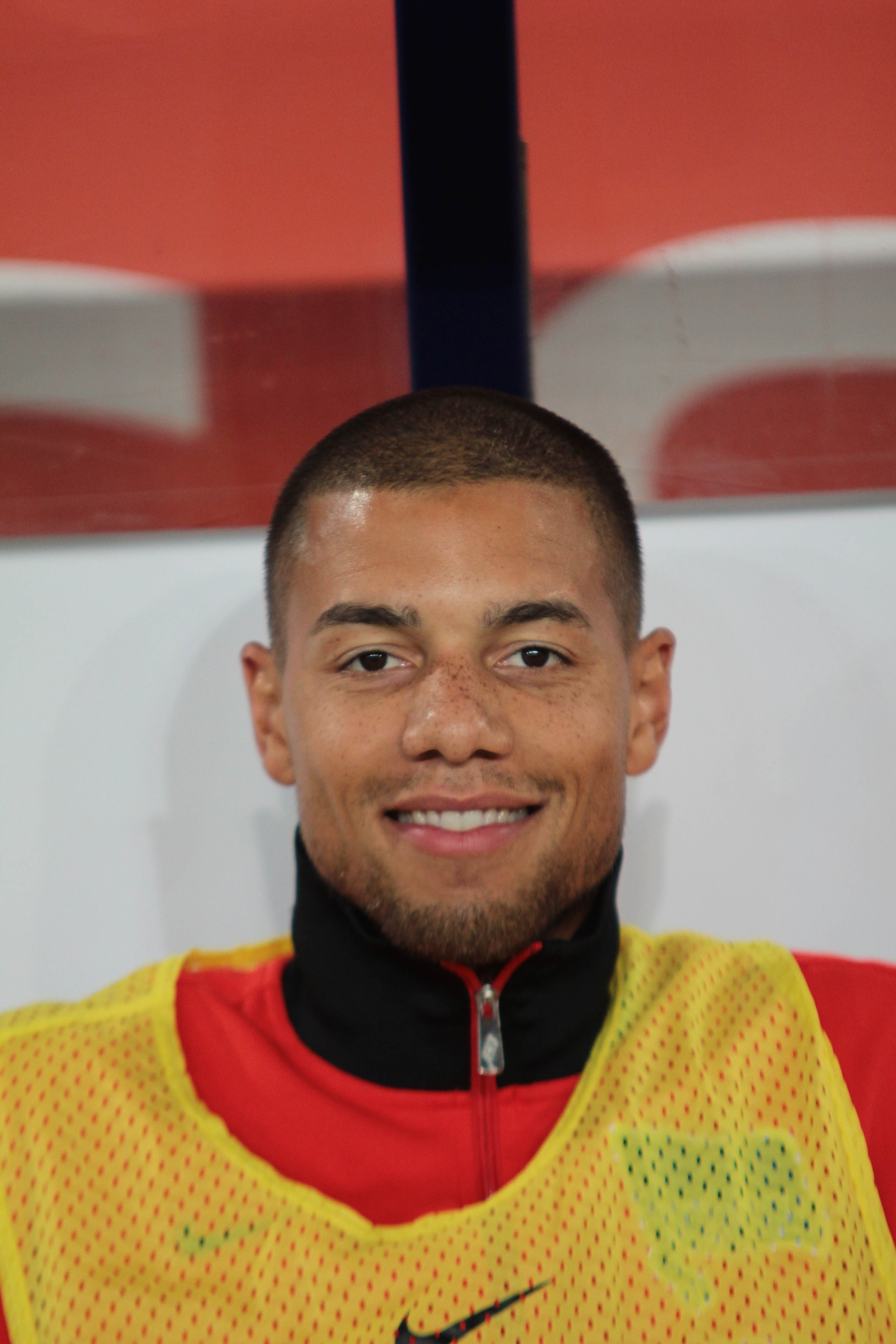
Marcel Ndjeng (* 1982)

- N’Djeng, Yannick (* 1990), kamerunischer Fußballspieler
- Ndjimbi-Tshiende, Olivier (* 1949), katholischer Priester, promovierter Theologe und Professor für Erziehungswissenschaft
- Ndjip-Nyemeck, Yanla (* 2002), belgische Hürdenläuferin und Sprinterin
- Ndjissipou, Ernest (* 1972), zentralafrikanischer Marathonläufer
- N’Djock, Sammy (* 1990), kamerunischer Fußballtorhüter
- Ndjoli, Mikael (* 1998), englischer Fußballspieler
- Ndjoni, Ephrem (* 1973), gabunischer römisch-katholischer Geistlicher und Bischof von Franceville
- Ndjoume, Charly (* 1986), kamerunischer Schwimmer

### Ndl
- Ndlela kaSompisi († 1840), Heerführer der Zulu
- Ndlela-Simelane, Sibongile, eswatinische Ministerin und Politikerin
- Ndlovu, Adam (1970–2012), simbabwischer Fußballspieler
- Ndlovu, Peter (* 1973), simbabwischer Fußballspieler
- Ndlovu, Robert Christopher (* 1955), simbabwischer Geistlicher, römisch-katholischer Erzbischof von Harare
- Ndlovu, Rodwell (* 1991), simbabwischer Leichtathlet
- Ndlovu, Sizwe (* 1980), südafrikanischer Ruderer
- Ndlovu, Takalani (* 1978), südafrikanischer Boxer im Superbantamgewicht

### Ndo
- N’Do, Joseph (* 1976), kamerunischer Fußballspieler
- Ndobé, Sadock (* 1998), zentralafrikanischer Fußballspieler
- Ndoci, Frederik (* 1960), albanischer Sänger
- Ndoj, Andreas (* 2003), albanisch-griechischer Fußballspieler
- Ndoj, Emanuele (* 1996), albanischer Fußballspieler
- Ndoja, Ema (* 1968), albanische Schauspielerin
- Ndollo Bille, Wilfried (* 2005), kamerunischer Fußballspieler
- Ndolo, Alexandra (* 1986), deutsch-kenianische DegenfechterinAlexandra Ndolo (* 1986)

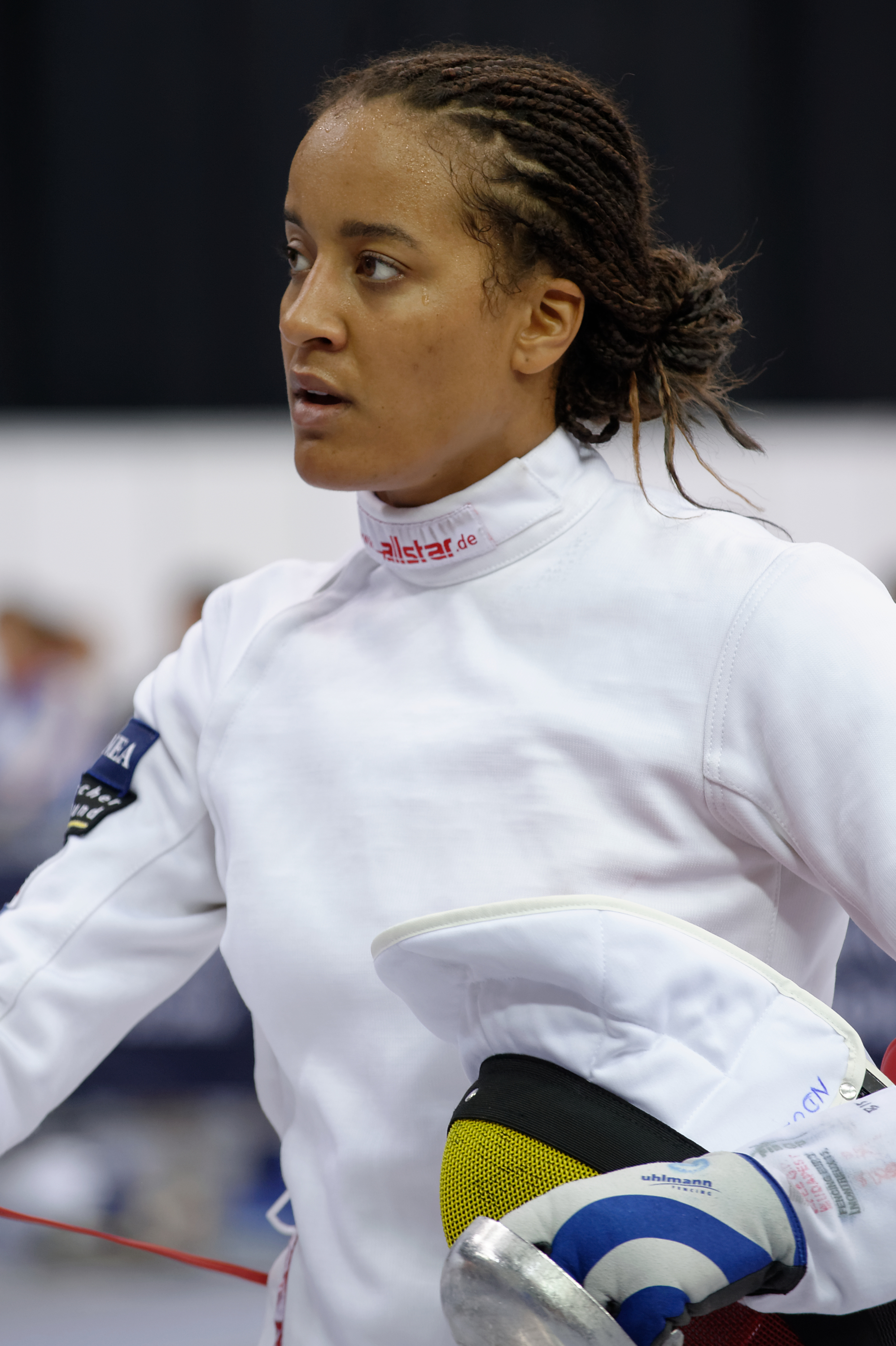
Alexandra Ndolo (* 1986)

- Ndolou, Jacques Yvon (* 1944), kongolesischer Politiker und Diplomat (Republik Kongo)
- Ndombele, Tanguy (* 1996), französischer Fußballspieler
- Ndong Sima, Raymond (* 1955), gabunischer Politiker, Premierminister
- N’dong, Boniface (* 1977), senegalesisch-deutscher Basketballspieler
- Ndong, François (1906–1989), gabunischer Geistlicher, römisch-katholischer Bischof von Oyem
- Ndong, Jean Eyeghe (* 1946), gabunischer Politiker, Premierminister
- Ndong, Reginaldo (* 1986), äquatorialguineischer Sprinter
- Ndong, Sang (* 1957), gambischer Fußballspieler und Trainer
- Ndong-Jatta, Ann Therese (* 1956), gambische Pädagogin, Politikerin und Funktionärin bei der UNESCO
- N’Dongala, Daudet (* 1994), französischer Fußballspieler
- N’Dongala, Melween (* 2004), französische Fußballspielerin
- Ndongmo, Albert (1926–1992), kamerunischer römisch-katholischer Geistlicher, Bischof von Nkongsamba
- Ndongo Fouda, Adrienne (* 1990), kamerunische Fußballspielerin
- Ndongo Mbazoa, Madeleine (* 1973), kamerunische Sprinterin
- N’Dongo, Martin (1966–2024), kamerunischer Boxer
- Ndongue, Emmeline (* 1983), französische Basketballspielerin
- Ndoo, Philip (1946–2005), kenianischer Langstreckenläufer
- N’Doram, Japhet (* 1966), tschadischer Fußballspieler- und Trainer
- N’Doram, Kévin (* 1996), französisch-tschadischer Fußballspieler
- Ndori, Bayapo (* 1999), botswanischer Leichtathlet
- Ndoro, Millicent (* 1986), kenianische Sprinterin
- Ndorobo, Agapiti (* 1954), tansanischer Geistlicher, römisch-katholischer Bischof von Mahenge
- Ndosi, Mankwe, US-amerikanische Jazzsängerin
- Ndotz, britischer Rapper
- N’dou, Lovemore (* 1971), südafrikanischer Boxer
- N’Douassel, Ezechiel (* 1988), tschadischer Fußballspieler
- Ndoulou, Chardente (* 1990), kongolesische Fußballspielerin
- Ndoum, Georges (* 1985), kamerunischer Fußballspieler
- Ndoumbé, Esther, kamerunische Sprinterin
- Ndoumbe, Ruth (* 1987), spanische Dreispringerin
- N’Doumbou, Alexander (* 1992), gabunischer Fußballspieler
- Ndour, Astou (* 1994), spanische Basketballspielerin
- Ndour, Cher (* 2004), italienischer Fußballspieler
- Ndour, Maurice (* 1992), senegalesischer Basketballspieler
- N’Dour, Viviane, senegalesische Sängerin
- N’Dour, Youssou (* 1959), senegalesischer Sänger und SongautorYoussou N’Dour (* 1959)

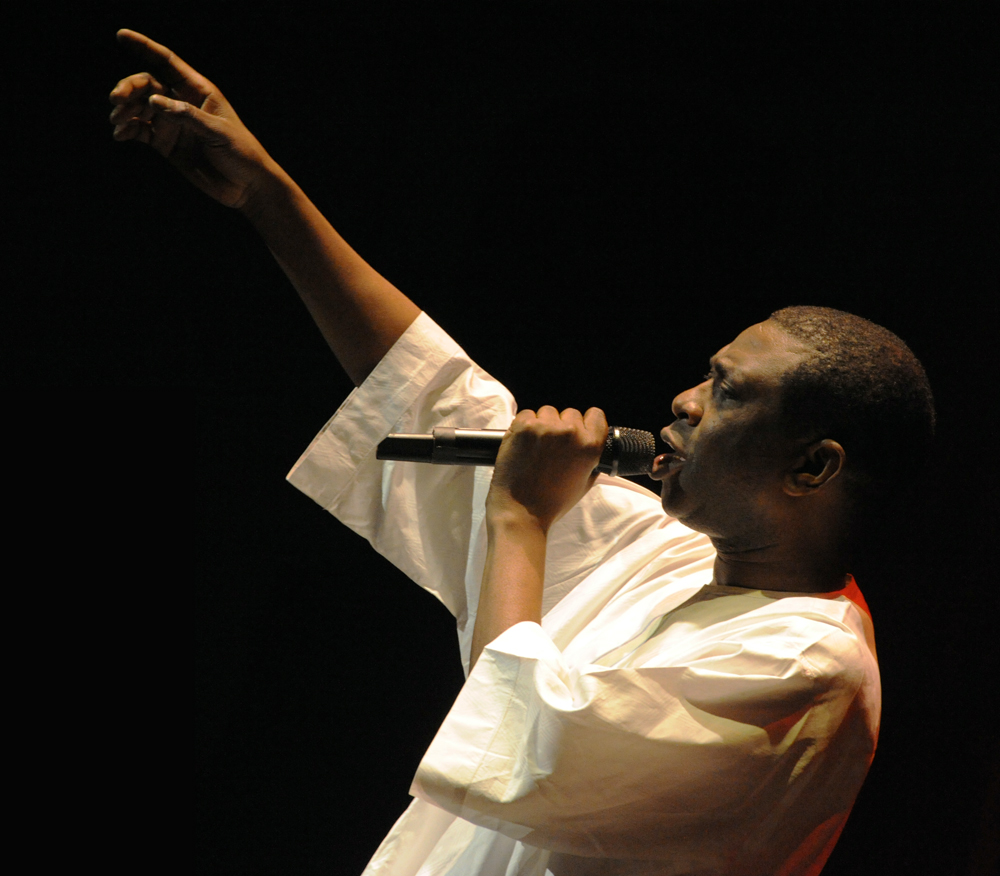
Youssou N’Dour (* 1959)

- N'Douré, Hamaciré (* 1918), malischer Politiker
- Ndow, Amie (* 1958), gambische Sprinterin
- Ndow, Chris-Ebou (* 1993), norwegischer Basketballspieler
- Ndow, Etu (1966–2014), gambischer Künstler
- Ndow, Harriet (1926–2019), gambische Pädagogin und Bildungsunternehmerin
- Ndow, Muhammed, gambischer Politiker
- Ndow, Pa Ousman (1954–2011), gambischer Fußballspieler
- N’Dow, Peter John (* 1923), gambischer Mediziner und Beamter
- Ndow, Wally Salieu (* 1943), gambischer Verwaltungsbeamter
- Ndow-Njie, Sirra Wally, gambische Politikerin
- N’Doye, Abdoulaye (* 1998), französischer Basketballspieler
- Ndoye, Birama (* 1994), senegalesischer Fußballspieler
- N’Doye, Cheikh (* 1986), senegalesischer Fußballspieler
- N’Doye, Dame (* 1985), senegalesischer Fußballspieler
- Ndoye, Dan (* 2000), Schweizer FussballspielerDan Ndoye (* 2000)

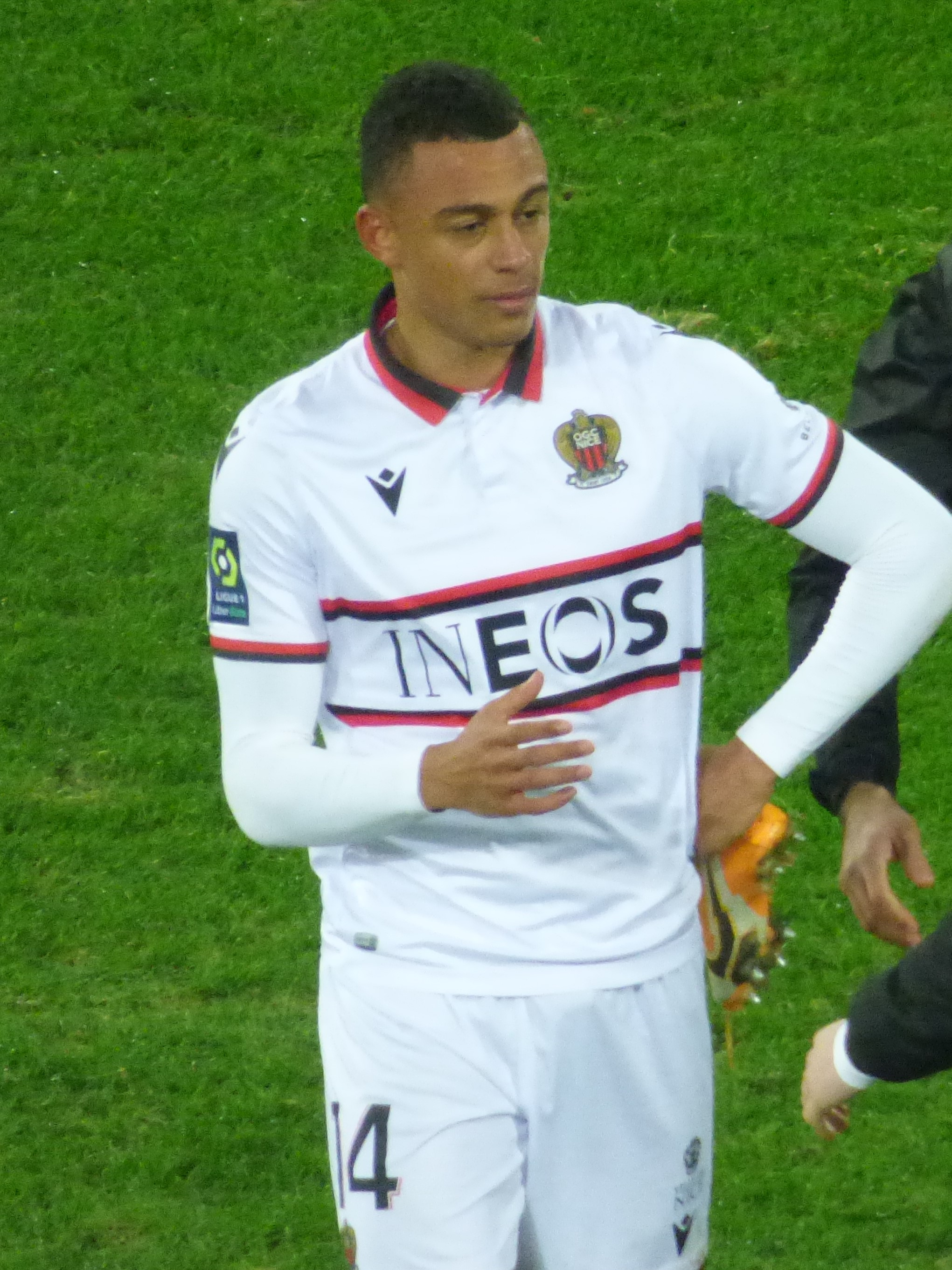
Dan Ndoye (* 2000)

- N’Doye, Falla (* 1960), senegalesischer Fußballschiedsrichter
- Ndoye, Issa (* 1985), senegalesischer Fußballspieler
- Ndoye, Kéné (1978–2023), senegalesische Leichtathletin
- N’Doye, Miki (* 1944), gambischer Perkussionist und Weltmusik-Künstler
- N’Doye, Ousmane (* 1978), senegalesischer Fußballspieler
- Ndoye-Brouard, Yohann (* 2000), französischer Schwimmer

### Ndr
- N’dri, Michaël (* 1984), französischer Fußballspieler
- N’Drin, Célestine (* 1963), ivorische Leichtathletin
- Ndroqi, Ismail (1876–1944), albanischer Politiker und Philosoph

### Ndu
- Ndualu, Rudolf (* 1999), deutscher Fußballspieler
- Nduati, Lillian, kenianische Sozialunternehmerin
- Ndudi, Elizabeth (* 2005), französisch-irische Weitspringerin
- Ndudi, Raymond (1912–1989), kongolesischer Geistlicher, Bischof von Boma
- Ndueso, Emmanuel, nigerianischer Fußballspieler
- Nduga, Ben (* 1930), ugandischer Sprinter
- Ndugai, Job (* 1960), tansanischer Politiker
- Nduhirubusa, Joseph (1938–2012), burundischer Geistlicher und Theologe, römisch-katholischer Bischof von Ruyigi
- Nduhungirehe, Olivier (* 1975), ruandischer Politiker
- Nduka, Boniface (* 1996), japanischer Fußballspieler
- Nduka, Charles (* 1998), japanischer Fußballspieler
- Nduka, Donald (* 2003), deutsch-nigerianischer Fußballspieler
- Nduka, Usim (* 1985), nigerianisch-aserbaidschanischer Fußballspieler
- Ndukauba, Charles (* 2007), nigerianischer Schriftsteller und Dichter
- Ndukwe, Ifeanyi (* 2008), österreichischer Fußballspieler
- Ndukwe, Obinna (* 2003), österreichischer Basketballspieler
- Ndumbaro, Damas (* 1971), tansanischer Politiker und Minister
- Ndungane, Njongonkulu (* 1941), südafrikanischer Geistlicher, Erzbischof von Kapstadt
- Ndung’u, Njoki (* 1965), kenianische Juristin, Politikerin und Richterin
- Ndung’u, Peter Kimani (* 1966), kenianischer römisch-katholischer Geistlicher, Bischof von Embu
- Nduom, Paa Kwesi (* 1953), ghanaischer Staatsminister für die Reform des öffentlichen Sektors
- N’Duquidi, Joseph (* 2004), französischer Fußballspieler
- Ndur, Rumun (* 1975), kanadisch-nigerianischer Eishockeyspieler
- Ndure, Dominique (* 1999), deutscher Fußballspieler
- Ndure, Ebrima Ousmane, gambischer Diplomat
- Ndure, Pa William († 2009), gambischer Fußballspieler
- Nduwayo, Antoine (* 1942), burundischer Politiker und Präsident
- Nduwimana, Jean-Patrick (* 1978), burundischer Mittelstreckenläufer

### Ndv
- Ndvungunye († 1815), König von Swasiland (1780–1815)

### Ndw
- Ndwandwe, Lomawa († 1938), Königinmutter von Swasiland
- Ndwandwe, Nukwase († 1957), Königinmutter (Regentin) von Swasiland
- Ndwandwe, Seneleleni († 1980), Königinmutter (Regentin) von Swasiland
- Ndwandwe, Zihlathi († 1975), Königinmutter (Regentin) von Swasiland

### Ndy
- N’Dy Assembé, Guy (* 1986), kamerunischer Fußballtorwart
- Ndyabagye, Fidelis (* 1950), ugandischer Weitspringer und Sprinter
- Ndyenge, Alfred (* 1983), namibischer Fußballspieler

### Ndz
- Ndzana, Adalbert (* 1939), kamerunischer Geistlicher, emeritierter römisch-katholischer Bischof von Mbalmayo
- Ndzie, Martin (* 2003), kamerunischer Fußballspieler
- Ndzinisa, Phumlile (* 1992), eswatinische Sprinterin